# True Jackson
True Jackson (engelska: True Jackson, VP), är en amerikansk sitcom som ursprungligen visades på Nickelodeon mellan 8 november 2008 och 20 augusti 2011. 

## Handling
Den handlar om True Jackson, en tonåring som får jobb på modeföretaget Mad Style. Hon upptäcks när hon säljer mackor till Mad Styles VD och han imponeras hur hon förbättrat hans design på kläderna hon har på sig. True var från början tveksam om hon skulle börja på Mad Style eller inte, för hon ville inte att hennes kollegor skulle tro att hon bara hade tur.

## Rollista
- Keke Palmer – True Jackson
- Ashley Argota – Lulu
- Matt Shively – Ryan Leslie Laserbeam
- Danielle Bisutti – Amanda Cantwell
- Robbie Amell – Jimmy Madigan
- Ron Butler – Oscar
- Greg Proops – Max Madigan
- Dan Kopelman – Kopelman
- Trevor Brown – Mikey J
- Jordan Monaghan as Kelsey
- Joy Osmanski as Ms. Patti Park
- Melanie Paxson – Doris Madigan (född Aidem)
- Taylor Parks – Shelly
- Stephen Hibbert – Hibbert
- Vincent Ventresca – Mr. Jeff Jamerson
- Jo-Anne Krupa – Ella

Gäststjärnor
- Kelly Perine – Larry Jackson
- Vivica A. Fox – Trues mamma
- Jordan Black – Farbror Troy[1]
- Willow Smith – True som barn[1]
- Jennette McCurdy – Amanda "Pinky" Turzo[1]
- Allie DeBerry – Cammy[1]
- Ryan Sheckler – Sig själv
- Yvette Nicole Brown – Coral Barns
- Nathalia Ramos – Dakota North
- Suzy Nakamura – Cricket
- Andy Richter – Simon Christini
- David Anthony Higgins – Dave
- Julie Bowen – Claire Underwood
- Dave Foley – Ted Begley, Jr.
- Dave Allen – Mitchell[1]
- Julie Warner – Rose Pinchbinder
- Stephen Dunham – Chad Brackett[1]
- Arden Myrin – Jenna Lutrell
- Bobb'e J. Thompson – Nate
- Rachael Harris – Kitty Monreaux
- Gail O'Grady – Sophie Girard
- Ian Gomez – Jobi Castanueva
- Jack Plotnick – Matsor LaRue
- Tyler James Williams – Justin Webber[1]
- Janel Parrish – Kyla[1]
- Philip Baker Hall – Mr. Jenkins
- Victoria Justice – Vivian
- Nicole Sullivan – Kreuftlva
- Natasha Bedingfield -Sig själv
- Justin Bieber – Sig själv
- Care Bears on Fire – Sig själva
- Kevin Farley – Officer Jake Hooley[2]
- Michael Weaver – Brock Champion[2]
- Pamela Adlon – Babs
- Richard Karn – Fire Marshal O'Dannon
- Tristin Mays – Hailey
- Travis Schuldt – Lance Whipple
- Tom Kenny – Bingo[1]
- Craig Anton – Snackleberry Junction chef
- Wendie Malick – Libby Gibbils
- Stephen Tobolowsky – Lars Balthazar
- John Cena – Sig själv
- Italia Ricci – Sig själv
- Nathan Kress – Prins Gabriel
- Oliver Muirhead – Ian
- J. P. Manoux – Snackleberry Junction waiter
- Kent Shocknek – Sig själv[1]
- Paul F. Tompkins – Royce Bingham
- Gage Golightly – Vanessa
- Yo Gabba Gabba!
- Stefán Karl Stefánsson – Karl Gustav
- Samantha Boscarino – Carla Gustav
- Cymphonique Miller – Bernie
- French Stewart – Donald the Delightful
- Fefe Dobson – Sig själv
- Nick Palatas – Skeet
- Julia Duffy – Ms. Watson
- Tim Bagley – Ed Wheeler
- Leon Thomas III – Sig själv
- Tiffany Espensen – Lulu som barn
- Tom Wilson – Benjamin Franklin
- Emma Lockhart – Callie
- Raini Rodriguez – Nina
- Laura Marano – Molly

### Svenska röster
- Filippa Palm – True
- Blenda Nyman – Lulu
- Kalle Andersson / Andreas Werling – Ryan
- Lizette Pålsson – Amanda
- Christian Jernbro – Jimmy
- Peter Kjellström – Max
- Johan Reinholdsson – Oscar

Övriga röstskådespelare
- Adam Fietz
- Agnes Stenlund
- Amanda Flack
- Anders Öjebo
- Andreas Eriksson
- Ann Sofie Andersson
- Anna Engh
- Anton Olofsson
- Catarina Hsu
- Cecilia Lund
- Cecilia Wrangel
- Charlotte Ardai Jennefors
- Christian Fex
- Claes Ljungmark
- Daniel Andersson
- Daniel Bergfalk
- Eddie Hultén
- Eleonor Telcs
- Elin Andersson
- Erik Berglund
- Fredrik Andersson
- Fredrik Hiller
- Frida Nilsson
- Gunilla Orvelius
- Gunnar Uddén
- Jenny Gille
- Jenny Wåhlander
- Jesper Adefelt
- Johan Wilhelmsson
- Johanna Hermann
- Kalle Andersson
- Kim Sulocki
- Linus Lindman
- Malin Westling
- Maria Fagré
- Maria Ljungberg
- Marie Kühler
- Mathias Bladh
- Mathilda Knutsson
- Mats Nilsson
- Mia Kihl
- Monica Forsberg
- Nick Atkinson
- Niclas Ekholm
- Niclas Fransson
- Nina Gunnarsdotter
- Ole Ornered
- Peter Sundh
- Viktor Kilsberger
- Åsa Bergfalk

- Översättning – Anna Engh, Ann-Sofie Öman, Bittan Norman, Dan Enwall, Jenny Wåhlander, Johan Wilhelmsson, Karin Svenner, Lasse Karpmyr, Ola Norman, Peter Kjellström, Robert Cronholt, Samuel Engh
- Regi – Christian Jernbro
- Tekniker – Andreas Eriksson, Christian Jernbro, Daniel Bergfalk, Joakim Dubbelman, Joan Österman, Jonas Ljungkvist, Mattias Söderberg, Miguel Pizarro
- Svensk version producerad av KM Studio AB[3]